# Wijeyananda Dahanayake
Wijeyananda Dahanayake (in singalese විජයානන්ද දහනායක; in tamil விஜயானந்த தகநாயக்கா; Galle, 22 ottobre 1901 – Galle, 4 maggio 1997) è stato un politico singalese.
È stato Primo ministro dello Sri Lanka, quando si chiamava Ceylon, dal settembre 1959 al marzo 1960.
| Controllo di autorità | VIAF (EN) 36547890 · LCCN (EN) no99019901 |